# Принцип заломлення діючого фактора в ієрархії систем
Енергія, речовина і інформація, що надходять до  системи іззовні і виступають як чинники її життя, діють не в «чистому» вигляді, а вибірково засвоюються і видозмінюються цією системою. Якщо вони проходять попередньо через надсистеми розглянутої системи, то ці процеси йдуть багаторазово і до неї доходять у трансформованому всіма надсистемами вигляді, тобто діє Принцип заломлення діючого фактора в ієрархії систем.
Пошук прямих зв'язків між дуже далекими за ієрархічним рівнем системами (наприклад, між активністю Сонця і масовим розмноженням організмів), якщо ці зв'язки не настільки сильні, що проходять «транзитом» через проміжний ряд ієрархії систем, як правило, буває дуже складним.
Принцип заломлення діючого фактора в ієрархії систем може застосовуватись і до самої системи як перетворюючому факторі члена ієрархії: чинник, діючий на систему, заломлюється через всю ієрархію її надсистем і через функціональні особливості самої системи. У зв'язку з цим зазвичай вплив надсистем не дорівнює по силі і не збігається у часі з інтенсивністю та моментом їх виникнення.
Зовнішні для системи впливи, як правило, виявляються не прямо, а опосередковано механізмами функціонування цієї системи. Вони можуть бути послаблені її буферними (англ. buffer, від buff - пом'якшувати поштовхи) властивостями або посилені виникаючими ланцюговими реакціями. У всіх цих випадках проявляється принцип заломлення діючого фактора всередині системи.
Відмінність принципу заломлення діючого фактора всередині системи від принципу заломлення діючого фактора в ієрархії систем - в першому випадку буфером виявляються механізми самої системи, а в другому - механізми її надсистем.
В силу заломлення діючого фактора в ієрархії систем та наявності багатьох «фільтрів» цей фактор або послаблюється, або підсилюється, а найчастіше виявляється нерівномірним по силі впливу і з ходом часу. Система негайно або із затримкою реагує на виникаючі флуктуації.
Дана закономірність отримала назву закону функціонально-системної нерівномірності:
- темпи реакцій і проходження фаз розвитку системи (у відповідь на дії зовнішніх факторів) закономірно нерівномірні - вони то прискорюються (посилюються), то сповільнюються (слабшають).